# Lenoncourt
Lenoncourt è un comune francese di 592 abitanti situato nel dipartimento della Meurthe e Mosella nella regione del Grand Est.

## Storia

### Simboli
Lo stemma comunale riprende il blasone della famiglia de Lénoncourt, che faceva parte dei cosiddetti «Chevaux de Lorraine», quattro famiglie di origine cavalleresca che nel XVIII sec. frequentavano la corte dei duchi di Lorena. I Lénoncourt ricoprirono alte cariche: furono balivi, governatori, capi dell'esercito, consiglieri di principi. Questa dinastia diede due cardinali, un primate di Lorena, molti abati e monache. La famiglia era divisa in diversi rami tra cui quello di Blainville e quello di Serres.

## Società

### Evoluzione demografica
Abitanti censiti